# Toulouse (chanson)
Pour les articles homonymes, voir Toulouse (homonymie).
Toulouse publiée initialement sous le titre Ô Toulouse est une célèbre chanson de Claude Nougaro, parue en avril 1967 sur un 45 tours édité par le label Philips. Le chanteur rend un important et personnel hommage à sa ville natale, Toulouse,.

## Historique de la chanson
Claude Nougaro, qui a passé une enfance et une adolescence difficiles à Toulouse, décide d'écrire cette chanson à un moment de sa vie « passablement compliqué». La première version de la chanson, écrite à Paris à son domicile de l'avenue des Ternes, est donc relativement dure et c'est en discutant avec sa seconde épouse, Odette, qu'il décide d'en faire un « chant d'amour et non un chant de rancune » pour citer les mots de sa femme,. Le texte, qui mêle à la fois des éléments du patrimoine matériel et immatériel de la ville, reprend dans son refrain les paroles de La Toulousaine écrite en occitan (La Tolosenca) par Lucien Mengaud : 
Ò mon país !

Ò mon país !

Ò Tolosa,

Tolosa !
— Lucien Mengaud, La Toulousaine, 1845
Le thème prend sa source dans la mélodie du carillon des Minimes, celle là-même qu'il a entendue toute son enfance sonner à l'église du quartier. L'enregistrement se fait avec l'arrangeur et chef d'orchestre Christian Chevallier ; l'arrangeur habituel de Nougaro, Maurice Vander, n'étant pas un fervent admirateur de la chanson.
La chanson parait en 45 tours sur le label Philips no 437 330 BE en avril 1967 sous le titre Ô Toulouse accompagnée en face B1 de  Je crois et B2 Annie, couche-toi là. À sa sortie, le disque ne remporte pas de réel succès, et c'est grâce en partie à la programmation de Gérard Klein, alors jeune animateur sur France Inter, que la chanson se trouve un public.
Au cours des années 1970 et 1980, la chanson passe à la postérité et, avec son auteur, devient emblématique de la ville jusqu'à être considérée comme un hymne officieux de Toulouse et un symbole identitaire fort de la « cité gasconne », jouée notamment fréquemment lors des rencontres de rugby du Stade toulousain. Sa musique est interprétée par les carillons de la basilique Saint-Sernin lors des obsèques de Nougaro et les paroles de la chanson figurent sur une plaque des quais de la Garonne.

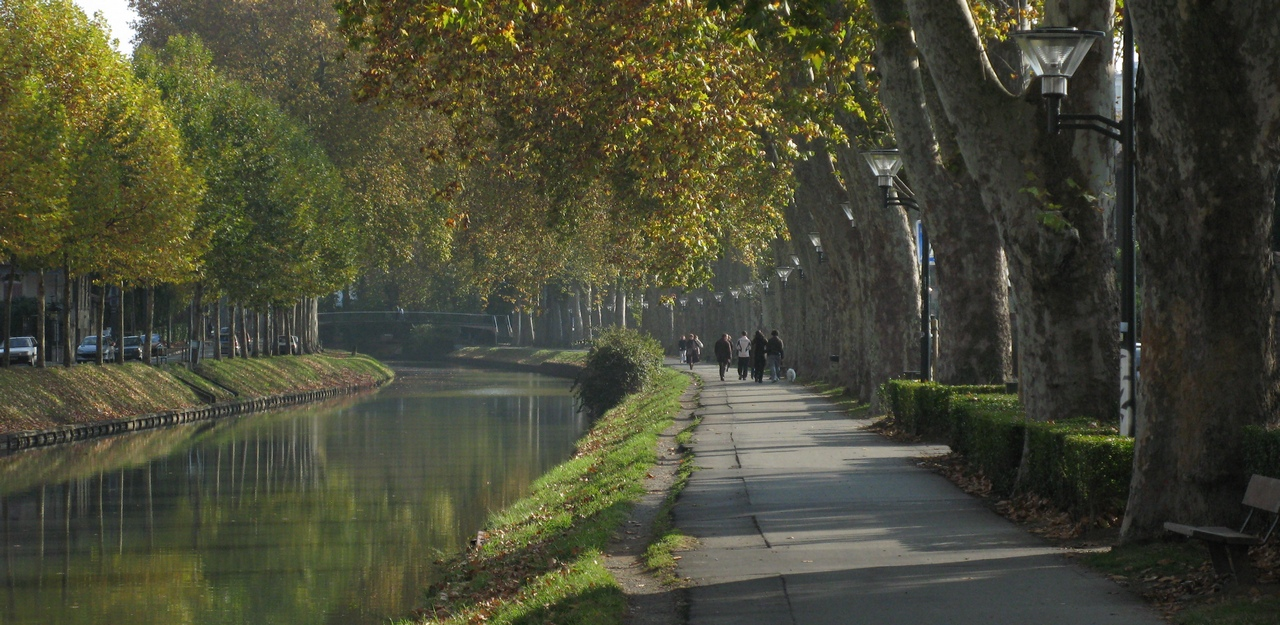
L'« eau verte du Canal du Midi ».
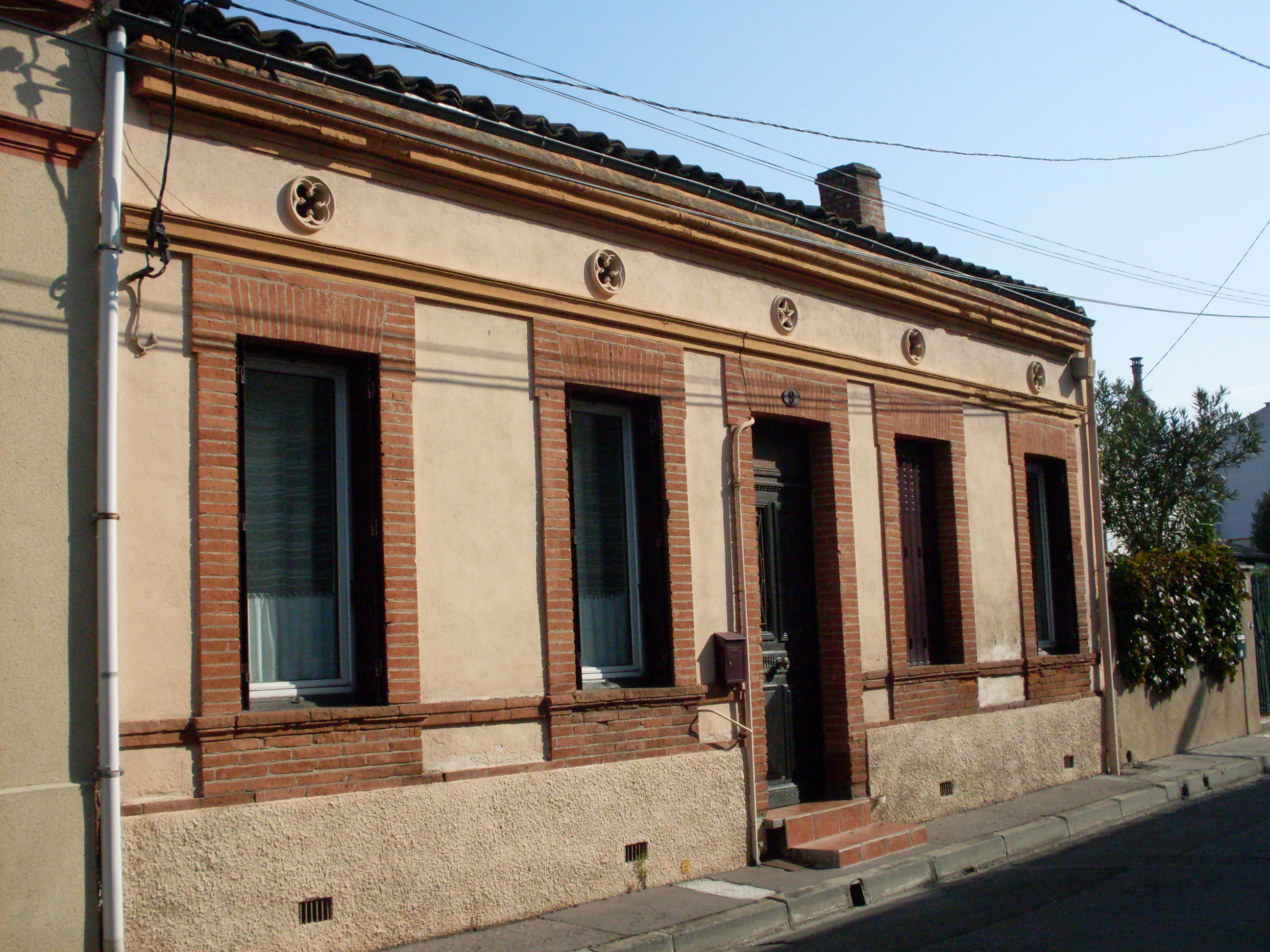
Et la « brique rouge des Minimes ».
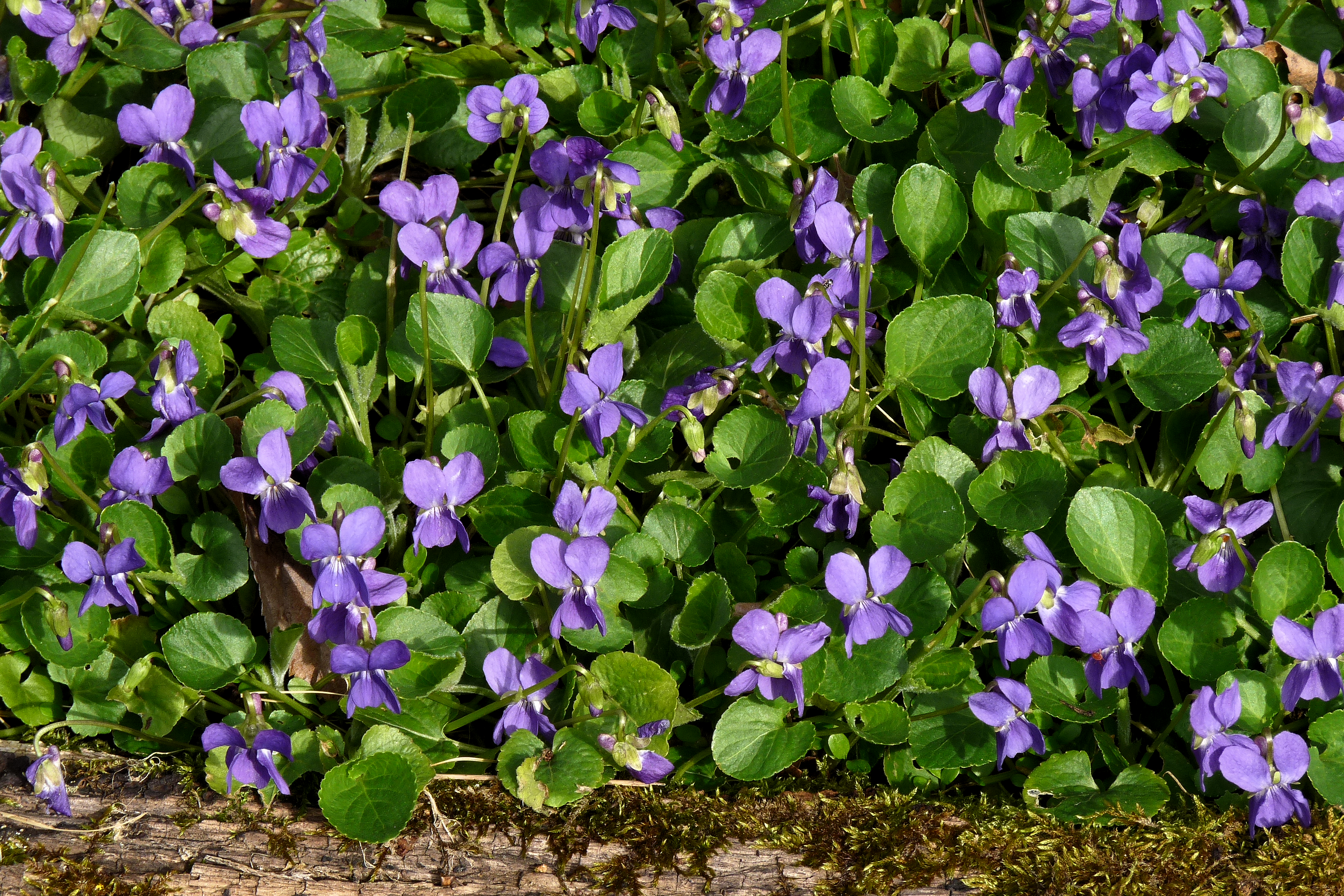
La « violence des violettes ».
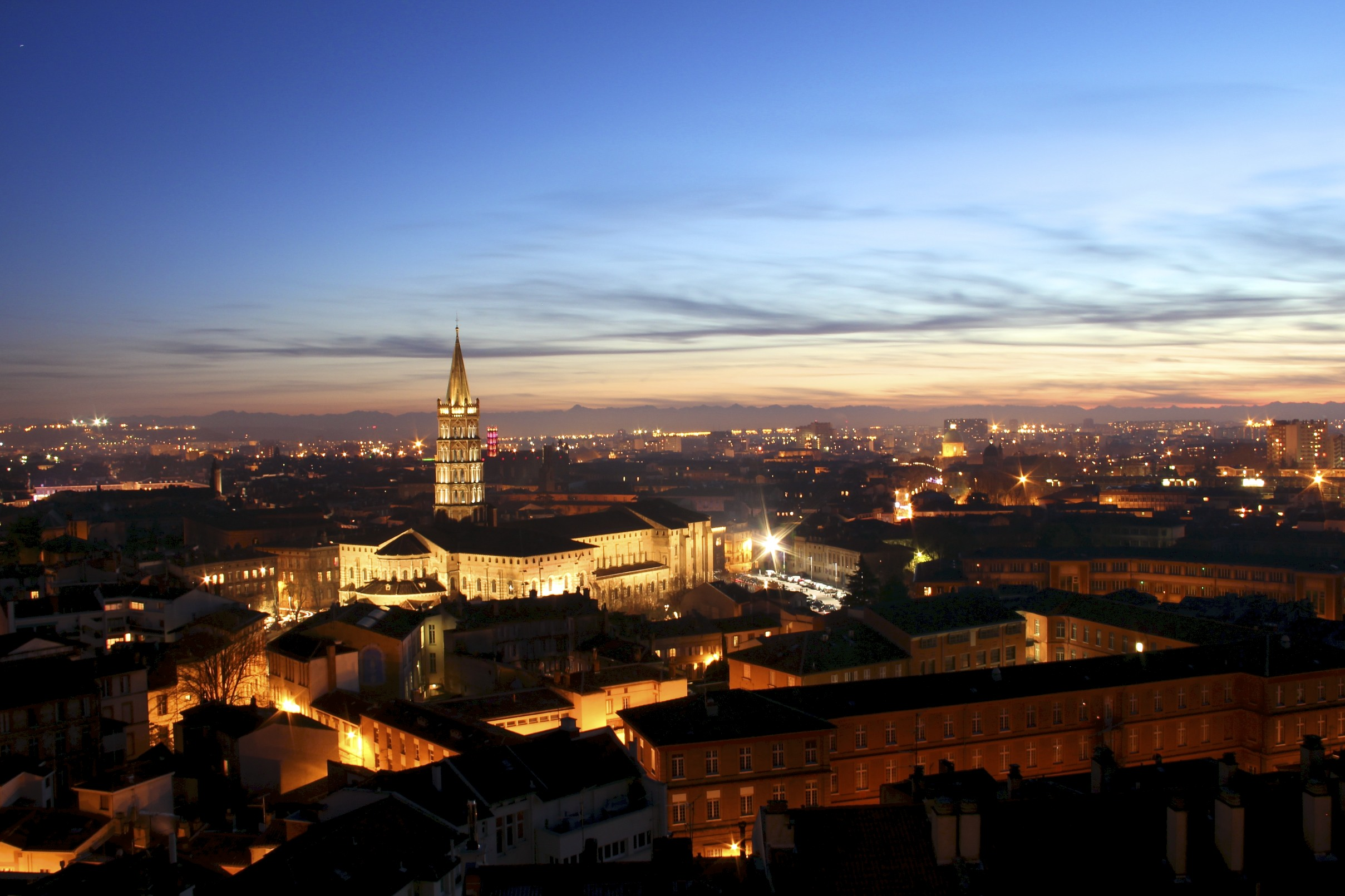
L'« église Saint-Sernin illumine le soir »
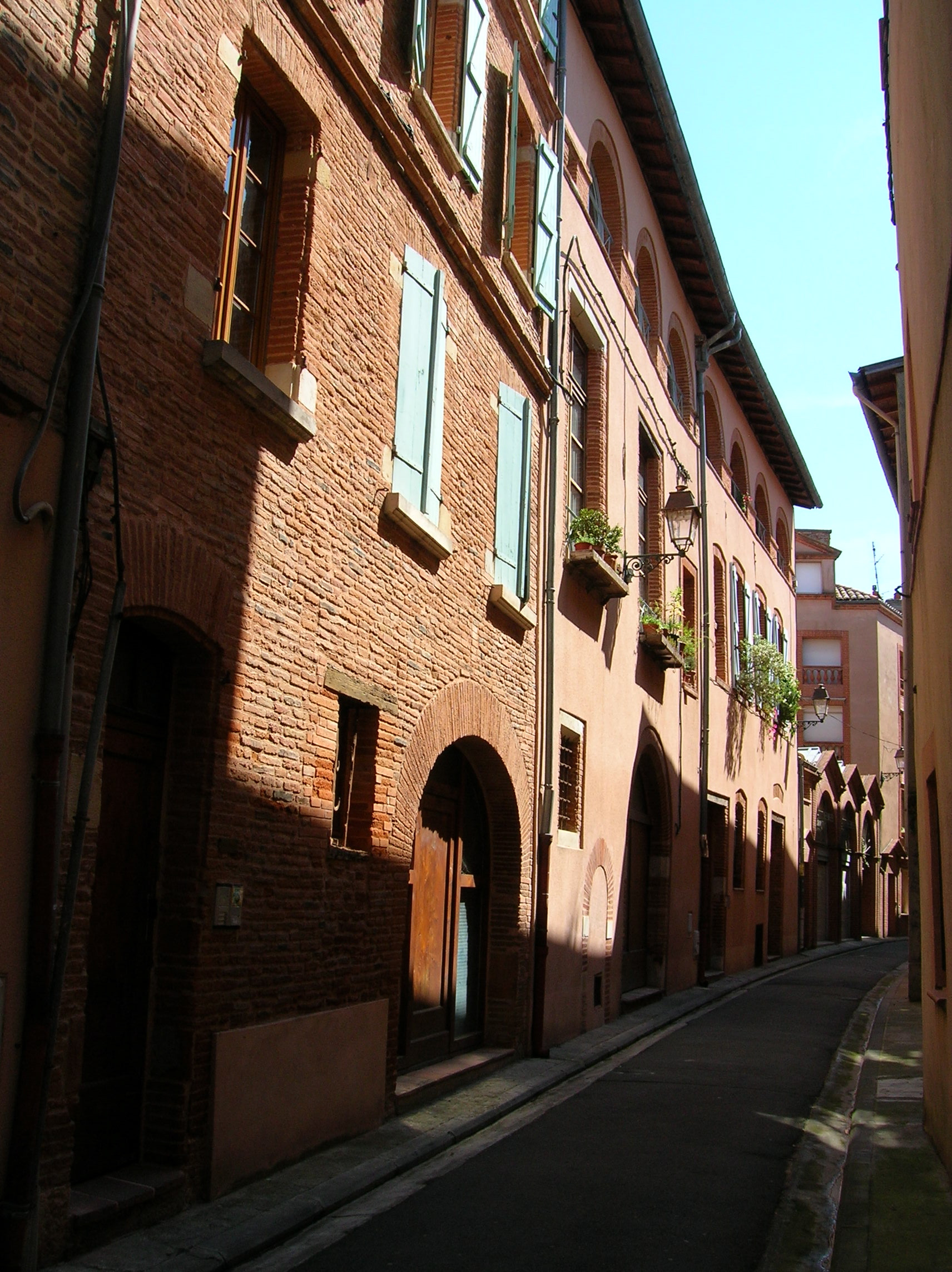
le « pavé de la cité gasconne »
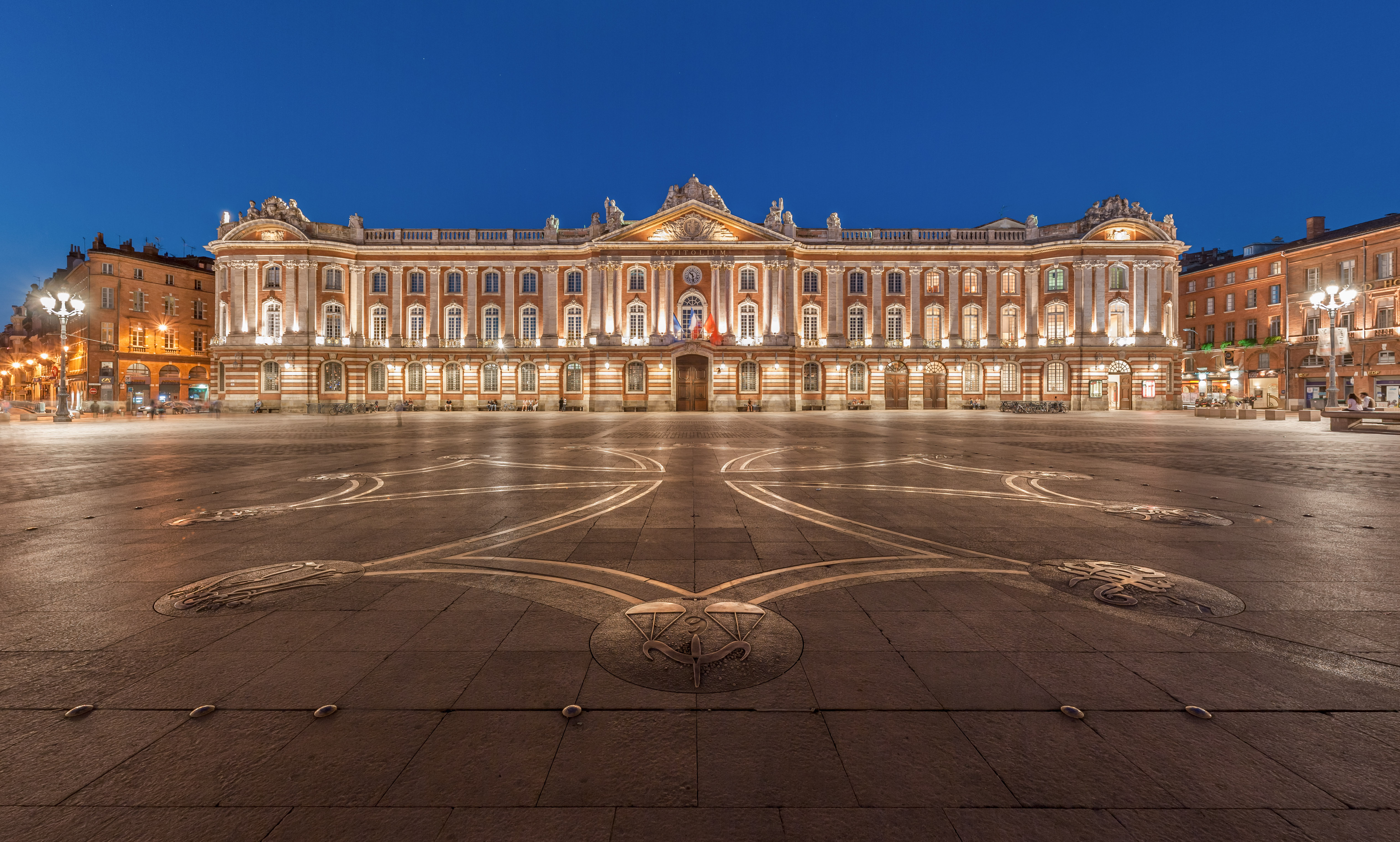
« voici le Capitole »
« À Blagnac les avions… »[note 1]
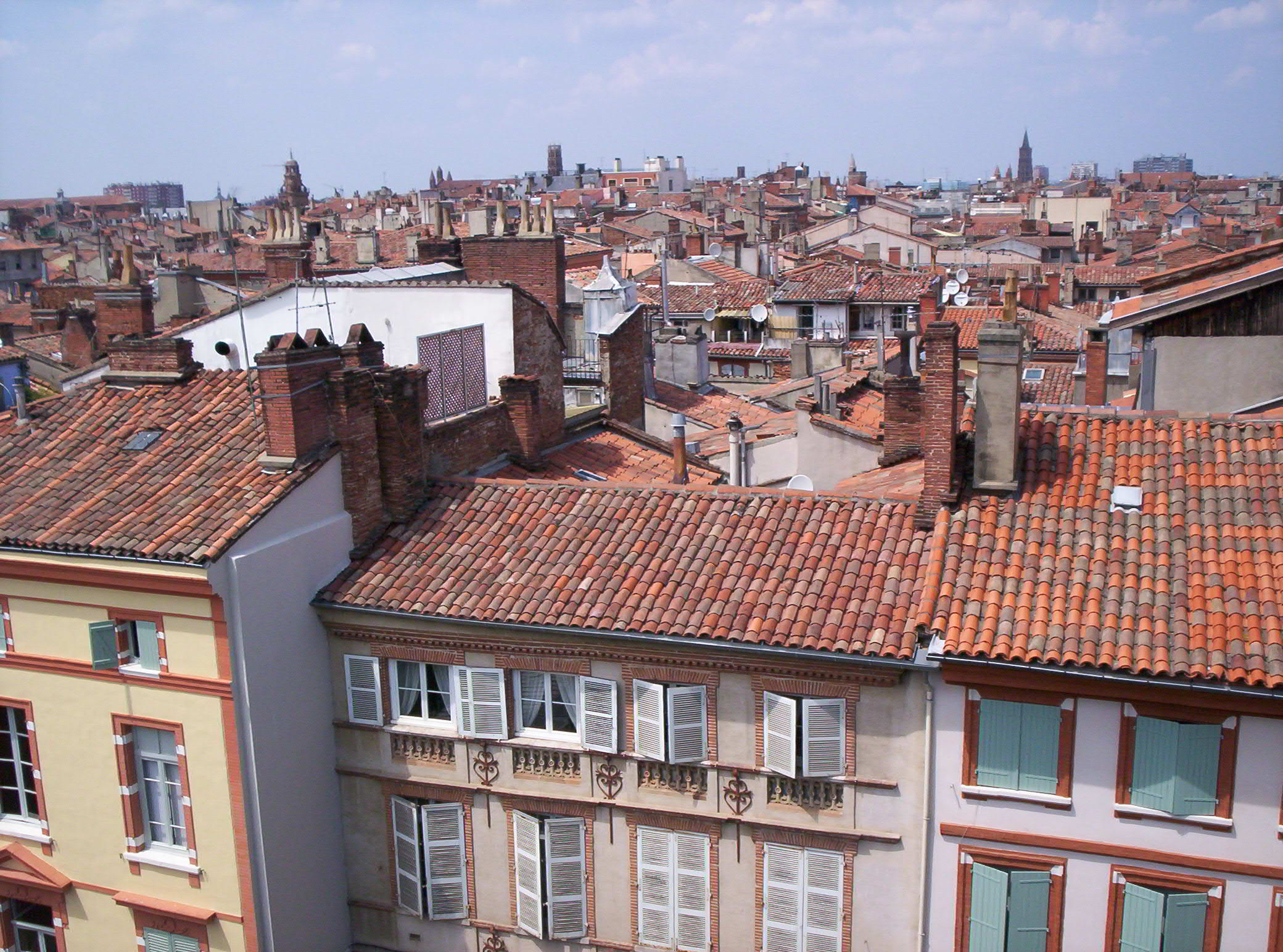
et la « pincée de tuiles »

## Reprises et adaptations
Plusieurs artistes enregistrent la chanson ou l'interprètent sur scène, parmi lesquels Nicole Croisille (Nougaro, le jazz et moi, 2006), Maurane (Nougaro ou l'espérance en l'homme, 2009), HK & Les Déserteurs (Les déserteurs, 2014), Natalie Dessay (Sur l'écran noir de mes nuits blanches, 2019), Gad Elmaleh (Dansez Sur Moi Nougaro, 2021), Serge Lama (L’intégrale studio 1964-1992 & inédits et autres raretés, 2023).
Deux adaptations existent également en langue occitane : l'une par Claude Marti (Tolosa, 2008),, l'autre par Guillaume Lopez sur une traduction d'Eric Fraj (Ibérico - Tres vidas, 2018),.